# Cainnech de Aghaboe
São Cainnech de Aghaboe (515/16 – 600), também conhecido como Saint Canice na Irlanda, Saint Kenneth na Escócia, Saint Kenny e em latim Saint Canicus, foi um abade irlandês, fundador de um mosteiro, padre e missionário durante o período inicial da era medieval. Cainnech foi um dos Doze Apóstolos da Irlanda e pregou o cristianismo por toda a Irlanda e aos pictos da Escócia. Ele escreveu um comentário sobre os evangelhos, que durante séculos foi conhecido como Glas-Choinnigh, Kenneth's Lock ou Chain of Cainnech.
A maior parte do que está escrito sobre a vida de Cainnech baseia-se na tradição, contudo ele foi considerado um homem de virtude, grande eloquência e conhecimento. O dia em que ele é celebrado é a 11 de Outubro na Igreja Católica Romana e na Igreja Ortodoxa, de acordo com os seus respectivos calendários (gregoriano e juliano).